# Grunderwerbsteuergesetz (Deutschland)
Das Grunderwerbsteuergesetz (GrEStG) regelt in Deutschland die Besteuerung von Rechtsvorgängen, die sich auf inländische Grundstücke beziehen, insbesondere den Grundstückskauf, aber auch den Tausch und den Erwerb von Grundstücken in der Zwangsversteigerung.
Die Grunderwerbsteuer bemisst sich grundsätzlich nach dem Wert der Gegenleistung, also beispielsweise nach dem Kaufpreis. Dabei sind sowohl Zahlungen für das Grundstück als auch für das darauf befindliche Gebäude zu berücksichtigen. Da bei vielen Immobilien der anteilige Kaufpreis für das Gebäude höher liegen kann als für das Grundstück, sind die Bezeichnungen  Grunderwerbsteuergesetz und Grunderwerbsteuer teilweise missverständlich.
Am 23. Juni 2015 entschied das Bundesverfassungsgericht, dass für § 8 Abs. 2 des Gesetzes bis zum 30. Juni 2016 rückwirkend zum 1. Januar 2009 eine Neuregelung zu treffen ist (BGBl. I S. 1423).